# A Broken Frame
A Broken Frame és el segon disc del grup Depeche Mode. Aparegut el setembre de 1982, es tracta del seu primer àlbum sense Vince Clarke i amb Martin Gore com a compositor principal. Només va tenir un èxit destacable al seu país, arribant a la vuitena posició de la llista britànica d'àlbums.
En aquest disc, Alan Wilder no hi col·laborà, tot i que havia estat acceptat com a substitut de Vince Clarke. Oficialment, Depeche Mode van ser un tercet durant el període que abasta la creació i promoció de l'àlbum, encara que Wilder actuava als concerts i programes televisius però no intervenia a les sessions d'enregistrament.
En diverses ocasions els membres de Depeche Mode l'han considerat com el seu pitjor àlbum, a causa de les circumstàncies que l'envoltaren; es tracta del primer disc en què Gore s'hagué d'encarregar de la composició de tots els temes, i per tal de poder complir la tasca va haver de reciclar antigues creacions seves i compondre'n d'altres amb presses. Entre els anys 1986 i 2006, Depeche Mode no van interpretar cap cançó d'aquest disc en les seves gires, i només "Leave in silence" reaparegué durant un concert de la gira Touring the Angel, a París, en versió acústica.
Com tots els altres àlbums, "A Broken Frame" fou remasteritzat l'any 2006, acompanyat d'un DVD amb les cares B dels senzills, material extra i un documental titulat Depeche Mode 1982 (The Beginning Of Their So-called Dark Phase) que mostra les evolucions del grup durant aquest període incloent entrevistes amb Vince Clarke i Alan Wilder.

## Llista de cançons

### LP Stumm 9
Cara A
| Núm. | Títol              | Durada |
| ---- | ------------------ | ------ |
| 1.   | «Leave in Silence» | 4:48   |
| 2.   | «My Secret Garden» | 4:46   |
| 3.   | «Monument»         | 3:15   |
| 4.   | «Nothing to Fear»  | 4:17   |
| 5.   | «See You»          | 4:32   |

Cara B
| Núm. | Títol                      | Durada |
| ---- | -------------------------- | ------ |
| 6.   | «Satellite»                | 4:42   |
| 7.   | «The Meaning of Love»      | 3:08   |
| 8.   | «A Photograph of You»      | 3:02   |
| 9.   | «Shouldn't Have Done That» | 3:10   |
| 10.  | «The Sun & the Rainfall»   | 5:10   |

### CD Stumm 9
| Núm. | Títol                      | Durada |
| ---- | -------------------------- | ------ |
| 1.   | «Leave in Silence»         | 4:48   |
| 2.   | «My Secret Garden»         | 4:46   |
| 3.   | «Monument»                 | 3:15   |
| 4.   | «Nothing to Fear»          | 4:17   |
| 5.   | «See You»                  | 4:32   |
| 6.   | «Satellite»                | 4:42   |
| 7.   | «The Meaning of Love»      | 3:08   |
| 8.   | «A Photograph of You»      | 3:02   |
| 9.   | «Shouldn't Have Done That» | 3:10   |
| 10.  | «The Sun & the Rainfall»   | 5:10   |

### Reedició 2006 (Mute: DM CD 2 (CD/SACD + DVD) / CDX STUMM 9 (CD/SACD))
- El disc 1 és híbrid (SACD/CD), mentre el disc 2 és un DVD que inclou el disc A Broken Frame en format DTS 5.1, Dolby Digital 5.1 i PCM Stereo, amb material extra.

| Núm. | Títol                                     | Durada |
| ---- | ----------------------------------------- | ------ |
| 1.   | «Leave in Silence»                        | 4:48   |
| 2.   | «My Secret Garden»                        | 4:46   |
| 3.   | «Monument»                                | 3:15   |
| 4.   | «Nothing to Fear»                         | 4:17   |
| 5.   | «See You»                                 | 4:32   |
| 6.   | «Satellite»                               | 4:42   |
| 7.   | «The Meaning of Love»                     | 3:08   |
| 8.   | «Further Excerpts From: My Secret Garden» | 4:20   |
| 9.   | «A Photograph of You»                     | 3:02   |
| 10.  | «Shouldn't Have Done That»                | 3:10   |
| 11.  | «The Sun & the Rainfall»                  | 5:10   |

| 12. | «My Secret Garden» (directe a Hammersmith, octubre 1982)    | 7:28 |
| 13. | «See You» (directe a Hammersmith, octubre 1982)             | 4:11 |
| 14. | «Satellite» (directe a Hammersmith, octubre 1982)           | 4:28 |
| 15. | «Nothing To Fear» (directe a Hammersmith, octubre 1982)     | 4:28 |
| 16. | «The Meaning of Love» (directe a Hammersmith, octubre 1982) | 3:14 |
| 17. | «A Photograph of You» (directe a Hammersmith, octubre 1982) | 3:21 |

| 18. | «Now This Is Fun»                | 3:27 |
| 19. | «Oberkorn (It's A Small Town)»   | 4:07 |
| 20. | «Excerpt From: My Secret Garden» | 3:14 |

| 1. | «Depeche Mode 1982 (The Beginning Of Their So-called Dark Phase)» (vídeo) | 27:00 |

## Posicions en llista
| Llista (1982)           | Posició |
| ----------------------- | ------- |
| German Albums Chart     | 56      |
| Swedish Albums Chart    | 22      |
| UK Albums Chart         | 8       |
| US Billboard Pop Albums | 177     |
| Llista (2006)           | Posició |
| French Albums Chart     | 194A    |

A Posició en llistes del rellançament.

## Personal
- Depeche Mode: David Gahan, Martin Gore, Andrew Fletcher.
- Enregistrat als estudis Blackwing (Londres).
- Totes les cançons escrites per Martin Gore.
- Temes cantats per David Gahan, excepte "Shouldn't have done that", cantat a duet per Gahan i Gore, i la peça instrumental "Nothing to fear".
- Produït per Depeche Mode i Daniel Miller.
- Enginyers de so: John Fryer, Eric Radcliffe.
- Fotografia: Brian Griffin.
- Disseny: Martyn Atkins.